# Zoe Britton
Zoe Britton (Riverside, 25 gennaio 1979) è un'ex attrice pornografica, modella e attrice statunitense.

## Biografia
Britton nasce a Riverside, in California, ma cresce a Lubbock, in Texas. Ha iniziato la sua carriera di modella dopo essere apparsa in una rivista di fotografia per adulti mentre lavorava in un club come streaper a Lubbock. In seguito inizia a lavorare in video e ballare.
Insieme all'attore pornografico Ron Jeremy gestisce la New Star Productions.

## Riconoscimenti
- Nominations
  - 2009 AVN Award – Best All-Girl Couples Sex Scene – Women Seeking Women 446[5]
  - 2010 AVN Award – Best All-Girl Couples Sex Scene – Lesbian Bridal Stories 4 (Zoe Britton e Nikki Rhodes)[6]